# أوتو ديتريش
أوتو ديتريش (بالألمانية: Otto Dietrich)‏ هو سياسي ألماني، ولد في 31 أغسطس 1897 في إسن في ألمانيا، وتوفي في 22 نوفمبر 1952 في دوسلدورف في ألمانيا. حزبياً، نشط في الحزب النازي. وقد انتخب عضو مجلس النواب الألماني من ألمانيا النازية.

## روابط خارجية
- أوتو ديتريش على موقع مونزينجر (الألمانية)